# Broadway Mob
Als Broadway Mob wurde während der US-amerikanischen Alkoholprohibition 1919–1932 die Bande um Joe Adonis bezeichnet; als Geschäftsführer für die täglich notwendigen Entscheidungen fungierten Lucky Luciano und Frank Costello.
Investor und Berater im Hintergrund war Arnold Rothstein; der Kontakt zu ihm war über Frank Costello hergestellt worden. Während der „Manhattan’s bootleg wars“, bei denen es um die Vorherrschaft des illegalen Alkoholgeschäfts in Manhattan ging, kamen so die  „Young Turks“ der Cosa Nostra und die Kosher Nostras des späteren Bugs and Meyer Mob zusammen, um ihre gemeinsamen Geschäftsinteressen zu wahren.
Lucky Luciano und Meyer Lansky kannten sich ohnehin von Jugend an und in den späten 1920er Jahren belieferte der „Broadway Mob“ eine Reihe von Speakeasies mit hochwertigem Whiskey; darunter waren auch Nachtclubs wie „Sherman Billingsley’s“ „Stork Club“, „Silver Slipper“, „Jack White’s“, „Jack and Charlie’s 21 Club“. Absprachen mit anderen wurden in der Seven Group getroffen; d. h. andere Stadtteile von New York City und Speakeasies wurden mit dem billigen Fusel von Waxey Gordon aus Philadelphia versorgt. 
Die Zusammenarbeit der „Young Turks“ (am: Jungtürken) mit Nicht-Italienern wurde innerhalb der US-amerikanischen La Cosa Nostra nicht gerne gesehen; formal unterstand Lucky Luciano seinem Boss Joe Masseria, der als Urheber eines Mordanschlages auf Lucky Luciano gilt, bei dem dieser 1929 entführt und fast getötet wurde.
Hierin wird heute die Motivlage gesehen, warum Luciano Masseria im Krieg von Castellammare hintergangen hat. Lucky Luciano stieg dabei zum Boss der später als Genovese-Familie klassifizierten Gruppe auf.
Nach dem Ende der Alkoholprohibition 1932 entfiel die Geschäftsgrundlage der Bande, aber die Zusammenarbeit der Mitglieder aus dem „Broadway Mob“ bestand jedoch weiter fort. Es waren immer wieder die Ressourcen des Bugs and Meyer Mob die Luciano bei der Durchsetzung seiner Ziele behilflich waren. Die Zusammenarbeit in der Seven Group und insbesondere im Broadway Mob schufen Grundlagen für das National Crime Syndicate. Die bewaffneten Kräfte gingen dabei offensichtlich in der Murder, Inc. auf, die als ausführendes Mordinstrument des National Crime Syndicate fungierte.